# Junges Klangforum Mitte Europa
Junges Klangforum Mitte Europa (angl. Young Sound Forum of Central Europe) je mezinárodní evropský orchestr mladých hudebníků z Polska, Česka a Německa založený v roce 2002.

## Cíle
Cílem Junges Klangforum Mitte Europa je znovuobnovení kulturních tradic mezi Polskou republikou, Spolkovou republikou Německo a Českou republikou. Orchestr spojuje mladé hudebníky tří národností koncertováním na historicky významných místech. Vedle klasického repertoáru Junges Klangforum Mitte Europa skládá vlastní hudbu a uvádí díla skladatelů, která byla odsouzena v době národního socialismu. Orchestr se snaží hudební cestou přispět ke smíření a lidskému porozumění mezi Poláky, Němci a Čechy.

## Historie
Orchestr Junges Klangforum Mitte Europa byl v roce 2002 založen mladým dirigentem Christophem Altstaedtem a kulturním manažerem Holgerem Simonem. Holger Simon v orchestru působil jako obchodní vedoucí v letech 2002–2007. Soubor vznikl z bývalých členů orchestru Bundesjungendorchester a v prvních letech své existence vystupoval pod jménem "Junges Deutsches Klangforum“. Myšlenka založení mezinárodního orchestru vznikla ze společné spolupráce Junges Deutsches Klangforum s některými českými hudebníky na projektu v Terezíně. Projekt Junges Klangforum Mitte Europa vznikl také díky Dr. Richardovi von Weizsäckerovi, který byl spolu s Lechem Wałęsou a Václavem Havlem jeho patronem. Během prvních čtyř let své existence dosáhl orchestr vynikajících hudebních a kulturněpolitických úspěchů, za které byl oceněn – Praemium Imperiale 2004, Marion Dönhoff Preis 2005 a Europäischen Jugendorchesterpreis 2006.
Uměleckým vedoucím orchestru Junges Klangforum Mitte Europa je německý dirigent Christoph Altstaedt. K hostujícím dirigentům orchestru patří např. Krzysztof Penderecki, Sebastian Weigle a Muhai Tang.
Orchestr Junges Klangforum Mitte Europa již několikrát účinkoval v respektovaných koncertních sálech Evropy či Japonska. Někteří jeho bývalí členové vystupují s významnými evropskými orchestry.